# Xã Dimmick, Quận LaSalle, Illinois
Xã Dimmick (tiếng Anh: Dimmick Township) là một xã thuộc quận LaSalle, tiểu bang Illinois, Hoa Kỳ. Năm 2010, dân số của xã này là 737 người.